# Juan Manuel Vargas
Juan Manuel Vargas Risco  (* 5. Oktober 1983 in Lima) ist ein peruanischer Fußballspieler. Seine bevorzugte Position war die linke Außenbahn.
Vargas begann seine Karriere beim peruanischen Rekordmeister Universitario de Deportes. Im Januar 2005 wechselte er nach Argentinien und spielte fortan für CA Colón in der Primera División. Zur Saison 2006/07 wechselte Vargas zum Serie-A-Aufsteiger Catania Calcio, wo er zweimal den Klassenerhalt schaffte. Am 5. Juli 2008 unterschrieb er beim AC Florenz, mit dem er in den Spielzeiten 2008/09 und 2009/10 an der Champions League teilnahm. Zur Saison 2012/13 wurde Vargas an den CFC Genua ausgeliehen.
Vargas debütierte am 13. Oktober 2004 beim WM-Qualifikationsspiel gegen Paraguay in der peruanischen Fußballnationalmannschaft. Sein erstes Tor schoss er am 12. September 2007 beim Freundschaftsspiel gegen Bolivien. Bei der Copa América 2011 und der Copa América 2015 erreichte er mit Peru den dritten Platz.